# Presa El Carrizo
La presa El Carrizo es una presa ubicada en Baja California, al suroeste de la ciudad de Tecate. La represa proporciona el 95% del agua potable de Tijuana y Playas de Rosarito. Es administrada por la Comisión Nacional del Agua.